# Gnjeznenska bula
Ex commisso nobis, bolj znana kot Gnjeznenska bula, je bila papeška bula, ki jo je 7. julija 1136 izdal papež Inocenc II. Bula je škofijo Gniezno ločila od magdeburške nadškofije. Z zgodovinskega vidika je bula še posebej pomembna, saj vsebuje najzgodnejši zapis v poljskem jeziku. Slavist Aleksander Brückner je dokument imenoval "złota bulla języka polskiego" (zlata bula poljskega jezika). 

## Zgodovinski kontekst
Izvolitev papeža Inocenca II. leta 1130 je povzročila razkol v rimskokatoliški cerkvi. Poljska cerkev je podprla imenovanje protipapeža Anakleta II., magdeburški nadškof, sveti Norbert Ksantenski, pa je ostal zvest Inocencu. Norbert je bil v svojih zadnjih letih kancler in svetovalec Lotarja II., cesarja Svetega rimskega cesarstva, in ga je prepričal, da se je z vojsko odpravil v Rim, da bi leta 1133 Inocenca vrnil na papeški položaj. 
Po Norbertovi smrti je Lotar II. pritiskal na Inocenca, naj izda ukaz, ki bi preklical neodvisnost in avtoriteto gnjeznenskega nadškofa in potrdil oblast magdeburškega nadškofa nad Gnjeznensko škofijo in s tem nad celotno poljsko Cerkvijo. Posledično so poljski prelati prisegli zvestobo protipapežu. 
Avgusta 1135 se je poljski vojvoda Boleslav III. Krivousti v zameno za neodvisnost poljskega škofovstva razglasil za vazala cesarja Lotarja II. in pristal na plačevanje davka Svetemu rimskemu cesarstvu. 7. julija 1136 je papež Inocenc II. s papeško bulo Ex commisso nobis potrdil neodvisnost poljske Cerkve od magdeburške nadškofije. 

## 20. stoletje
Med drugo svetovno vojno je nadškofijski arhiv v Gnieznu oplenila nacistična Nemčija in bulo skupaj s številnimi drugimi artefakti odpeljala na zahod proti Nemčiji. Naciste je prestregla sovjetska Rdeča armada in bulo odpeljala v Moskvo. Dokument je ostal v ruski prestolnici petdeset let, preden so ga vrnili v Gniezno. 
Po vrnitvi dokumenta je Poljska narodna knjižnica pod vodstvom profesorja Andrzeja Wyczańskega na buli opravila vrsto raziskav. Znanstveniki so odkrili, da so dokumenti, gledani pod ultravijolično svetlobo, pokazali sledi spranega besedila. Zaradi pomanjkanja ustreznih ustanov za testiranje je knjižnica opustila nadaljnja raziskovanja, ki se od takrat še niso nadaljevala.

## Sklica
1. ↑  »Text of the Bull« (v latinščini in poljščini).
2. ↑  Davies, 67.

## Vir
- Davies, Norman, God's Playground, a History of Poland: The origins to 1795, Columbia University Press, 1982.